# Parafia Świętych Kosmy i Damiana w Bartnem
Parafia Świętych Kosmy i Damiana – parafia prawosławna w Bartnem, w dekanacie Gorlice diecezji przemysko-gorlickiej.
Na terenie parafii funkcjonują 3 cerkwie:
- cerkiew Świętych Kosmy i Damiana w Bartnem – parafialna
- cerkiew św. Dymitra w Bodakach – filialna
- cerkiew Opieki Matki Bożej w Wołowcu – filialna

W obrębie parafii, w Rozstajnem znajduje się kapliczka pod wezwaniem Świętych Męczenników Pawła i Joanny.

## Historia
Pierwsze pisemne wzmianki o Bartnem pochodzą z XVI w. Prawosławna ludność wsi należała wówczas do parafii w Ropicy Ruskiej. Miejscowa parafia prawosławna powstała w XVII w. W I połowie XVIII w. przyjęła unię.
Nabożeństwa prawosławne w Bartnem wznowiono podczas I wojny światowej; były one celebrowane przez kapelana wojsk carskich dla stacjonującego tam pułku Kozaków Dońskich. Po wojnie pierwszą liturgię sprawowano 18 marca 1928, co miało związek ze schizmą tylawską i reaktywacją w Bartnem parafii prawosławnej. Jeszcze we wrześniu tego roku rozpoczęto budowę cerkwi pod wezwaniem Świętych Kosmy i Damiana, którą ukończono po 2 miesiącach (konsekracja miała miejsce 14 listopada, w święto patronów). W latach 1938–1942 w Bartnem działał skit ławry Poczajowskiej.
Po rozpoczęciu wysiedleń ludności łemkowskiej w ramach akcji „Wisła” (1947), parafia przestała funkcjonować. W opustoszałej cerkwi urządzono owczarnię. W związku z powrotem części wysiedlonej ludności, w 1958 parafię reaktywowano. W latach 1968–1969 dokonano gruntownego remontu cerkwi parafialnej, a w 1996 zbudowano nową plebanię.

### Kapliczka w Rozstajnem
Murowana kapliczka w Rozstajnem została zbudowana w 1928, w czasie tzw. schizmy tylawskiej. W latach 1947–2003 obiekt nie był użytkowany. Obecnie pod wezwaniem Świętych Męczenników Pawła i Joanny. Nabożeństwo jest odprawiane raz w roku, w drugą sobotę czerwca.

## Zasięg terytorialny
Bartne, Wołowiec, Bodaki, Rozstajne, Sękowa

## Wykaz proboszczów
- 1928–1929 – ks. Onufry Sapieha
- 1929–1930 – ks. Michał Bałyk
- 1930–1931 – ks. Jan Patronik
- 1931–1933 – ks. Andronik Łaszuk
- 1933–1934 – ks. Stefan Paszkiewicz
- 1934–1935 – ks. Teodor Waniga
- 1935–1937 – ks. Michał Bałyk
- 1938 – o. ihumen Michał (Chrapowicki)
- 1938–1943 – hieromnich Symeon (Marczuk)
- 1943–1947 – ks. Jan Lewiarz[2]
- 1947–1957 – parafia nie funkcjonuje
- 1958–1960 – vacat
- 1961–1962 – ks. Mikołaj Czurak
- 1962–1967 – ks. Teodor Wasiluk
- 1968–1976 – ks. Mikołaj Bańkowski
- 1976–1984 – ks. Paweł Bereźniak
- 1984–1986 – ks. Anatol Siegień[3]
- 1986–1991 – ks. Anatol Fiedoruk
- 1991 – ks. Paweł Siwiec
- 1991–2005 – ks. Jerzy Kulik
- 2005–2007 – ks. Andrzej Kwoka
- od 2007– ks. Mirosław Cidyło

## Galeria

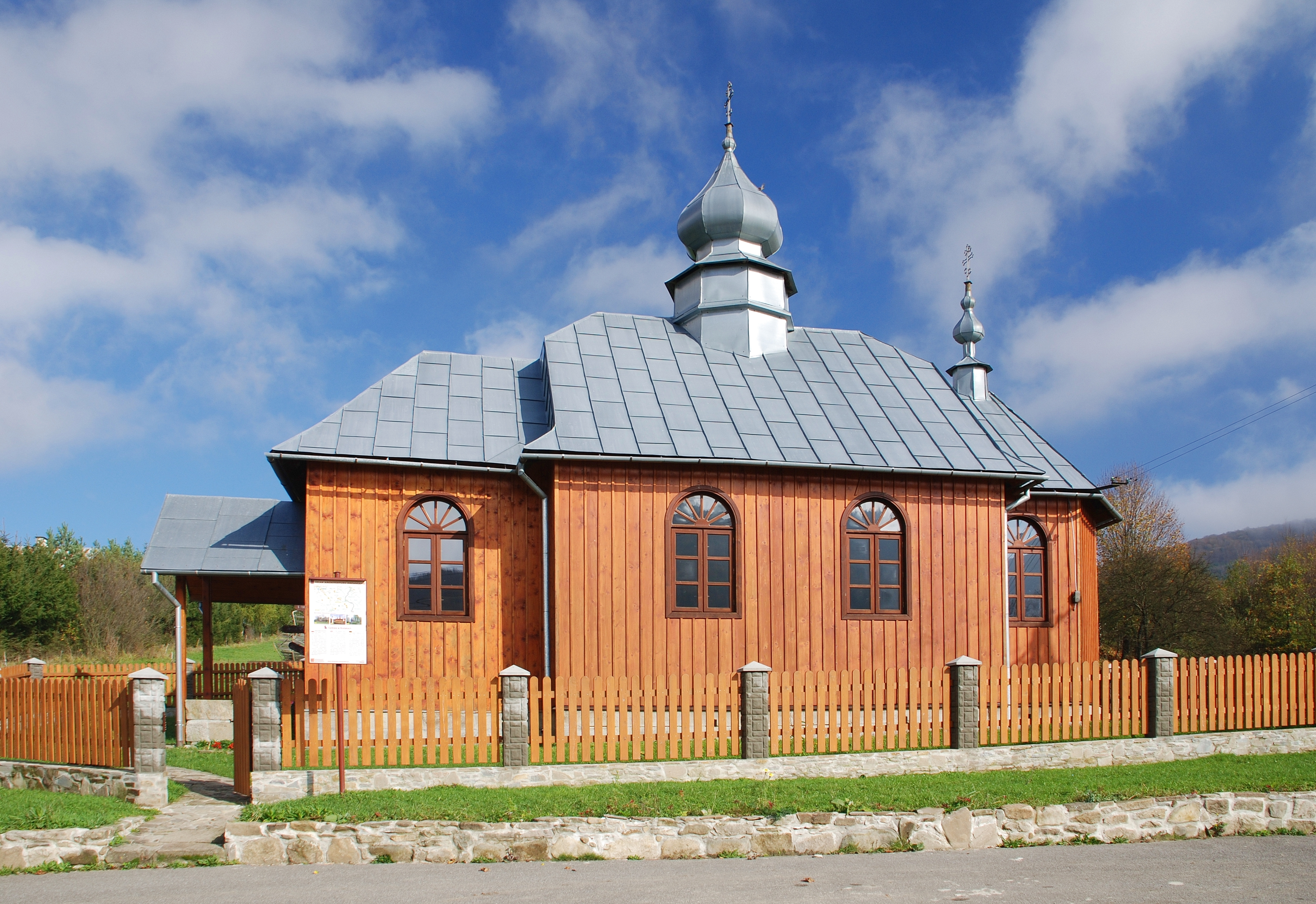
Cerkiew św. Dymitra w Bodakach
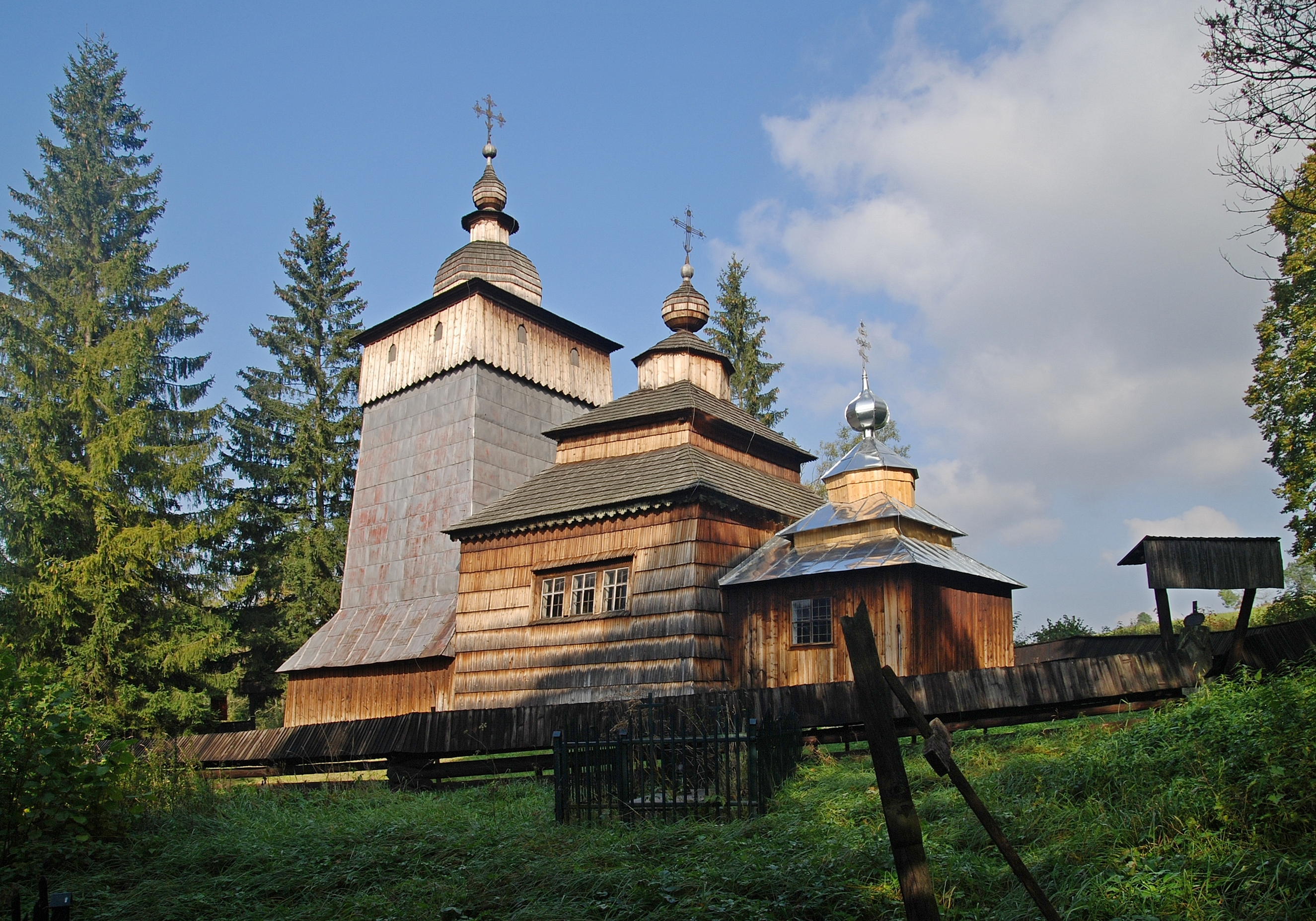
Cerkiew Opieki Matki Bożej w Wołowcu
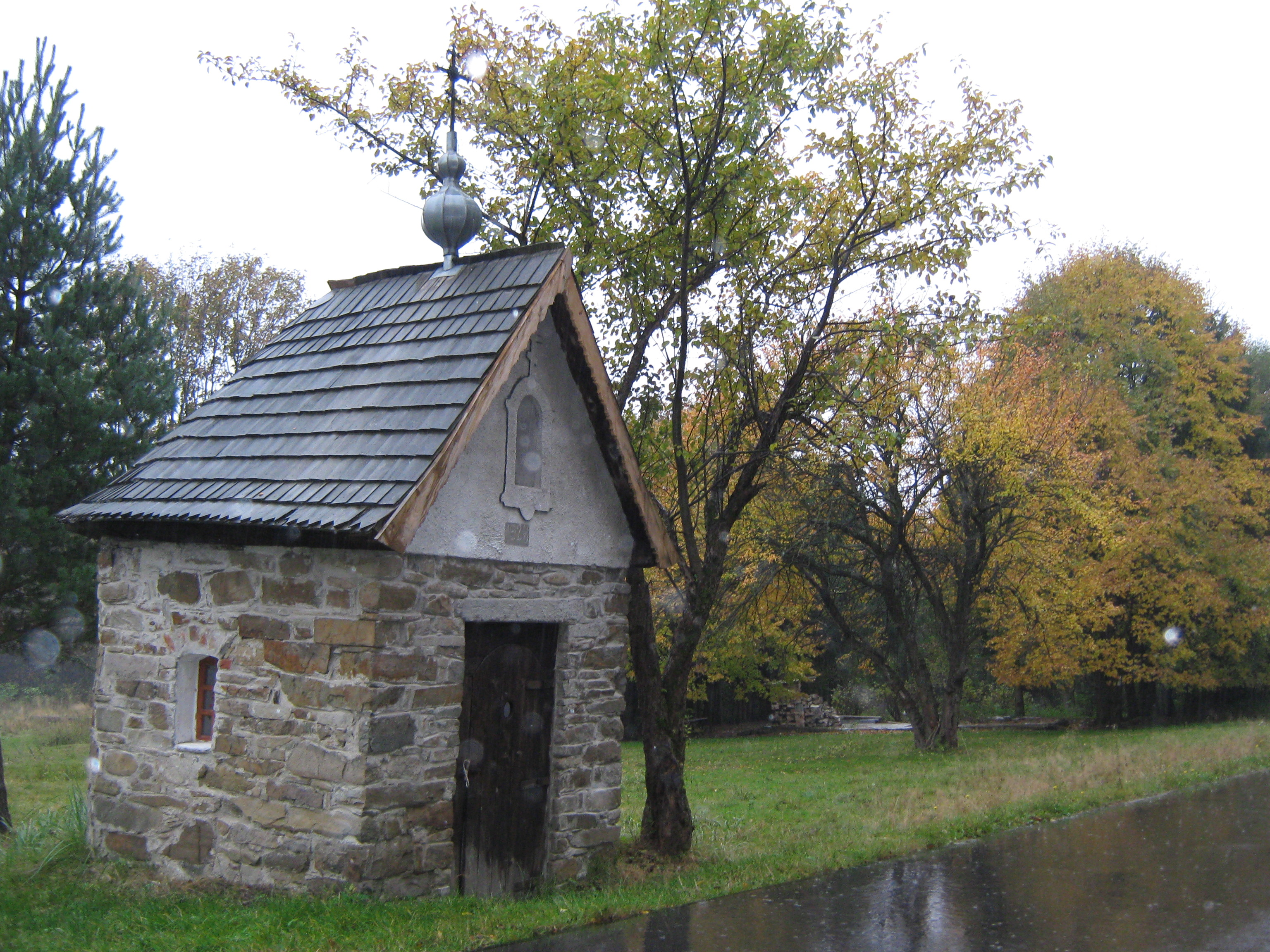
Kapliczka Świętych Męczenników Pawła i Joanny w Rozstajnem